# 成田長泰
成田 長泰（なりた ながやす）は、戦国時代から安土桃山時代にかけての武将。武蔵国忍城主。

## 略歴
成田氏は藤原師輔の流れを汲み、代々山内上杉家の被官を務めていた。
明応4年（1495年）頃、成田親泰の子として誕生。当初は関東管領・上杉憲政に仕えていた。
天文14年（1545年）4月、父・親泰が没し家督を継ぐと、主家が後北条氏との抗争で衰えていたため、5月には後北条氏に服した。その後、永禄3年（1560年）、関東管領に就任した上杉謙信が関東に進出すると、その配下になる。しかし謙信が小田原城を包囲して後に帰国すると（小田原城の戦い）、北条氏康に降伏し家臣となった。
上杉謙信に反旗を翻したのは、一説には鶴岡八幡宮で行われた関東管領の就任式で長泰が下馬をしなかったことで謙信に扇で烏帽子を打ち落とされるという恥辱を受けたため、兵を率いて居城へ戻ったといわれている（『相州兵乱記』）。長泰が下馬しなかったのは成田氏が藤原氏の流れをひく名門で、祖先は源義家にも下馬をせず挨拶をしたという名誉の家門であるので、長泰は古例により下馬をしなかったという逸話があるが、小田原城の戦いの後、隣地である羽生領の帰属を巡って、謙信と衝突したためとも言われている。
永禄6年（1563年）、謙信に忍城を攻められて降伏した。このため、隠居を命じられて嫡男・氏長に家督を譲るが、永禄9年（1566年）に氏長を廃して家督を次男・長忠（泰親）に譲ろうとしたために氏長と対立するも、弟・泰季や宿老・豊嶋美濃守らの反対に遭い結局断念して出家し引退した。
天正元年（1574年）、死去。享年79という。